# 松島屋 (製菓店)

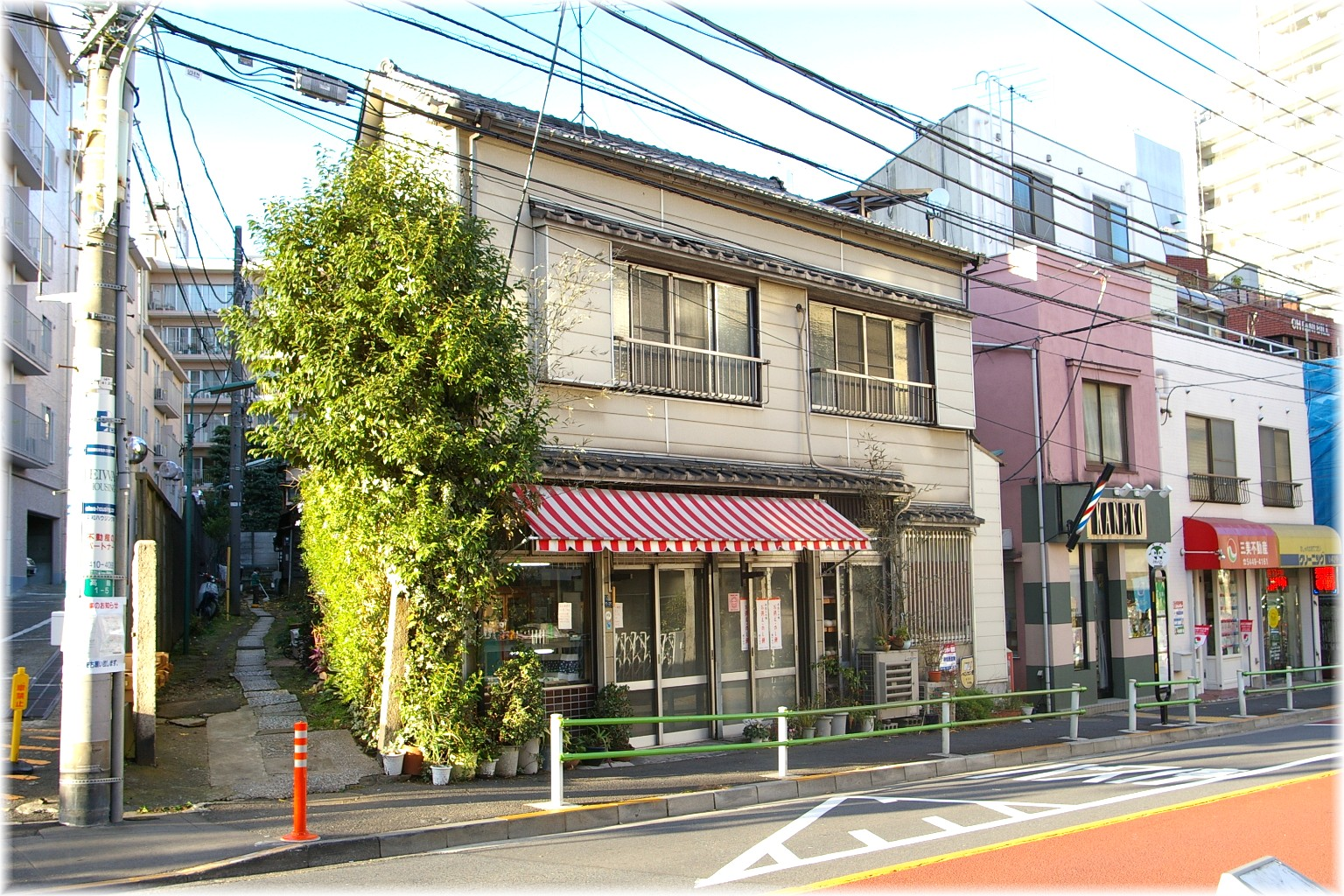
松島屋

松島屋（まつしまや）は、東京都港区高輪一丁目にある1918年(大正7年)創業の製菓店である。
1990年代よりマスコミに紹介され、知られるようになった。
豆大福が名物で昭和天皇（皇太子時代高松宮邸に居住）にことのほか好まれ、侍従が皇居から買いにくることがあった。